# Байдаківка (зупинний пункт)
Байдáківка — пасажирський залізничний зупинний пункт Знам'янської дирекції Одеської залізниці. Розташований на лінії Користівка — Яковлівка між зупинними пунктами Новопилипівка (5 км) та Піщаний Брід (5 км) у селі Звенигородка Олександрійського району Кіровоградської області.

## Історія
Платформа Байдаківка електрифікована змінним струмом у складі ділянки Знам'янка — П'ятихатки у 1962 році.

## Пасажирське сполучення
На платформі Байдаківка зупиняються приміські електропоїзди:
| № поїзду | Маршрут слідування     | Курсування |
| 6001     | П'ятихатки — Знам'янка | Щоденно    |
| 6002     | Знам'янка — П'ятихатки | Щоденно    |
| -------- | ---------------------- | ---------- |